# ファルコホールディングス
株式会社ファルコホールディングスは、京都府京都市中京区に本社を置く臨床検査受託や薬局事業などを行う企業の持株会社。

## 沿革
- 1962年7月 - 京都府京都市左京区に株式会社関西医学検査センターを設立（当社の創業年）。以降、関西・中部地方に点在する6社が独立開業し、グループが形成される。
- 1988年3月 - 京都府久世郡で株式会社ファルコ・バイオシステムズ設立（当社の設立年）。
- 1990年3月 - 関西医学検査センターの傘下企業が「ファルコバイオシステムズ」に社名変更され、1992年から1993年にかけ順次統合される。
- 1994年 - 株式会社ファルコバイオシステムズ（初代）に改称。
- 1997年4月 - 大阪証券取引所2部、京都証券取引所に上場。
- 2004年10月 - 東京証券取引所2部に上場。
- 2005年9月 - 東京・大阪両証券取引所1部上場。
- 2006年2月 - Hitzコスミック株式会社（後のコスミック株式会社、2009年にファルココミュニケーションズが吸収合併）をグループ化する。
- 2010年
  - 3月21日 - ファルコバイオシステムズ（初代）を株式会社ファルコSDホールディングスに、ファルココミュニケーションズを株式会社ファルコバイオシステムズ（2代目）にそれぞれ商号変更し、持株会社制に移行。
  - 4月1日 - 株式会社示野薬局を完全子会社にする。
  - 8月2日 - グループ全体の管理業務の受託を行う子会社として、株式会社ファルコビジネスサポートを設立。
- 2013年
  - 10月1日 - 株式会社フレスコメディカルの不動産事業を会社分割（吸収分割）により当社へ継承。
  - 12月16日 - 株式会社示野薬局の全株式を株式会社マツモトキヨシホールディングスへ譲渡。
- 2014年
  - 10月1日 - 株式会社ファルコSDホールディングスを株式会社ファルコホールディングスに商号変更。
- 2023年10月 - 東京証券取引所スタンダード市場へ市場変更。

## 関連企業
- 株式会社ファルコバイオシステムズ
- 株式会社フレスコメディカル
- 株式会社アテスト
- 株式会社ファルコライフサイエンス
- 株式会社ファルコファーマシーズ
- チューリップ調剤株式会社
- 株式会社ファルコビジネスサポート